# Protògenes (agent)
Protògenes (en llatí Protogenes, en grec antic Πρωτογένης) fou un agent de l'emperador Calígula.
L'emperador el va utilitzar com a instrument principal en totes les seves crueltats. Escriboni Pròcul, un senador, un dia el va saludar i Protògenes li va contestar: ¿Com una persona que odia tant a l'emperador, gosa saludar al seu servidor? 
Acostumava a portar dos llibres on anotava les persones que havien de morir, un anomenat "espasa" i l'altre "punyal". Aquests llibres es van trobar després de l'assassinat de Calígula en uns departaments secrets. Claudi els va fer cremar. Protògenes va ser executat per orde de Claudi.